# ديفوسية ميشوستينية
ديفوسية ميشوستينية (الاسم العلمي: Devosia mishustinii) هي نوع من البكتيريا،  تتبع جنس الديفوسية.